# Uzlíkový steh

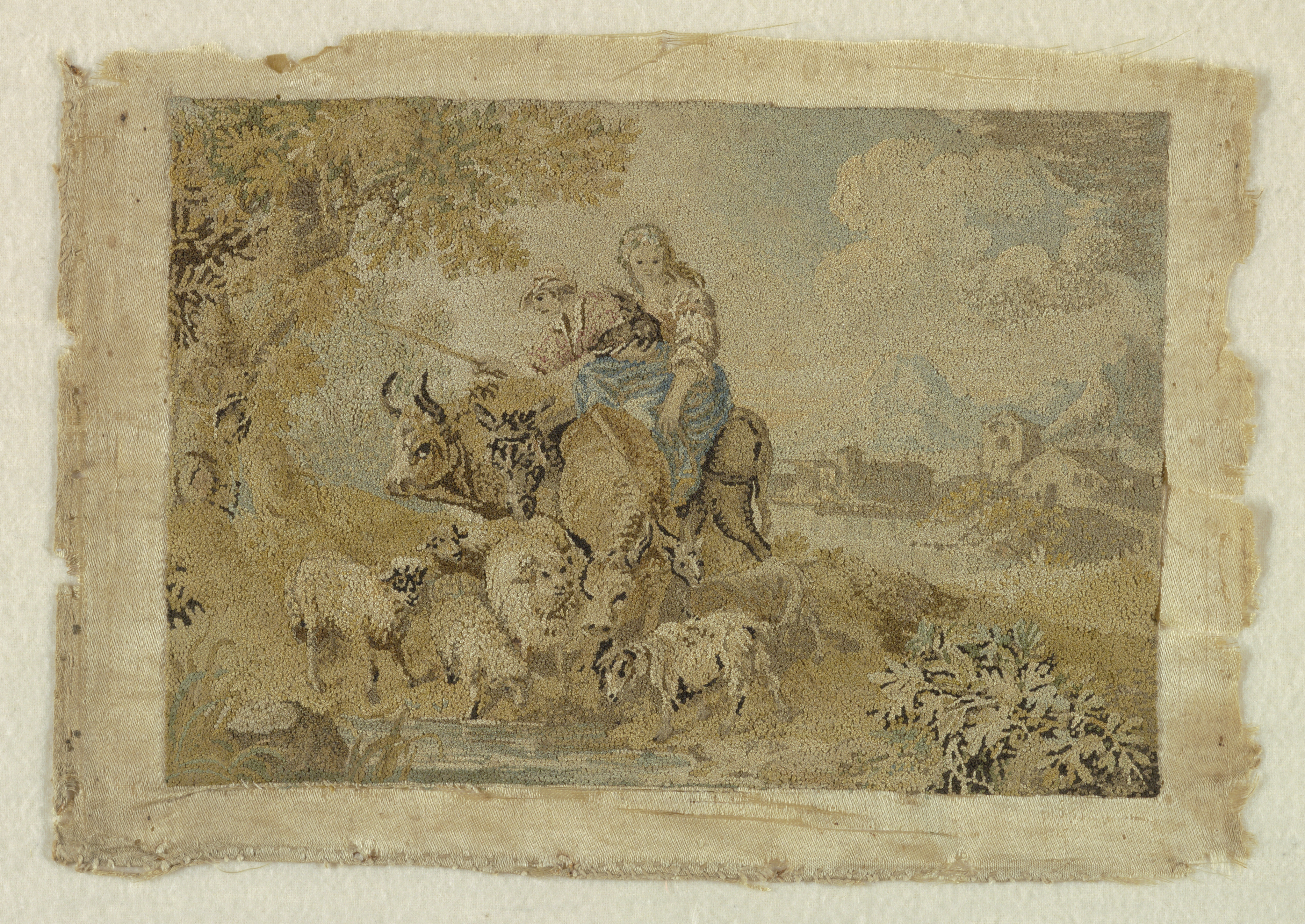
Hedvábná výšivka uzlíkovým stehem (Francie z 2. poloviny 18. století)

Uzlíkový steh zvaný také francouzský steh je technika vyšívání uzlíků tvořených z vyšívací niti tak, že se před vpichem do tkaniny nit několikrát ovíjí kolem jehly.

## Varianty uzlíkových stehů
Od základního (francouzského) stehu jsou odvozeny desítky variant. V některých odborných publikacích se varianty uzlíkových stehů rozdělují na více kategorií, např.
Osamocené stehy, ke kterým se přiřazují: (schematická znázornění)

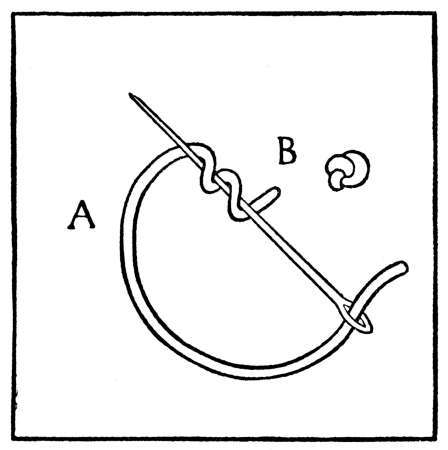
francouzský steh
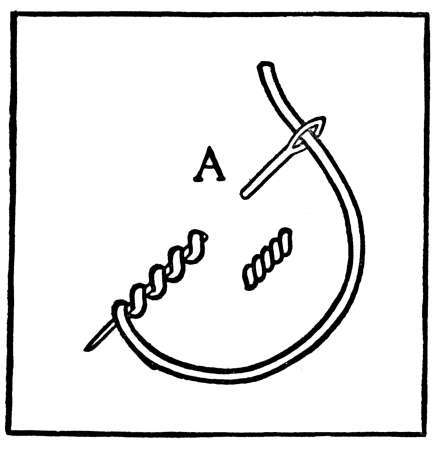
bullionský uzlík
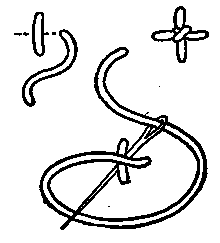
křížkový uzlík

Souvislé stehy s variantami:

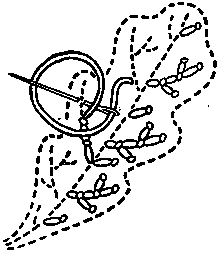
korálkový steh
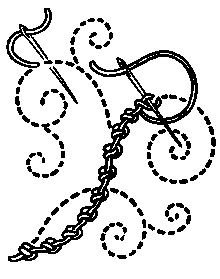
dvojitý uzlíkový steh
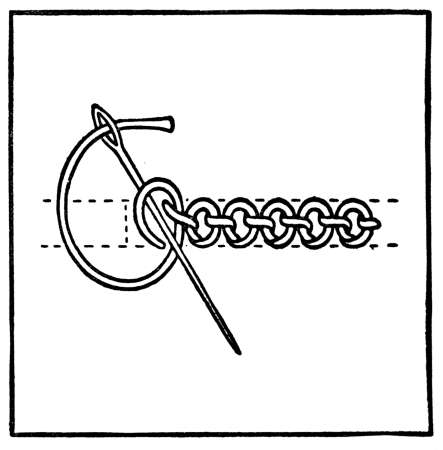
zadrhávaný řetízek

Obrubové stehy s variantami:

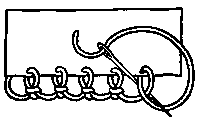
antverpská obruba
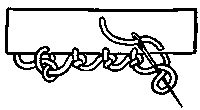
arménská obruba
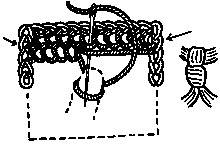
„posvátná“ obruba (krajek) x

x Název je odvozen od obruby krajek, které se používaly v Anglii v 18. století k náboženským účelům.